# Pappova věta

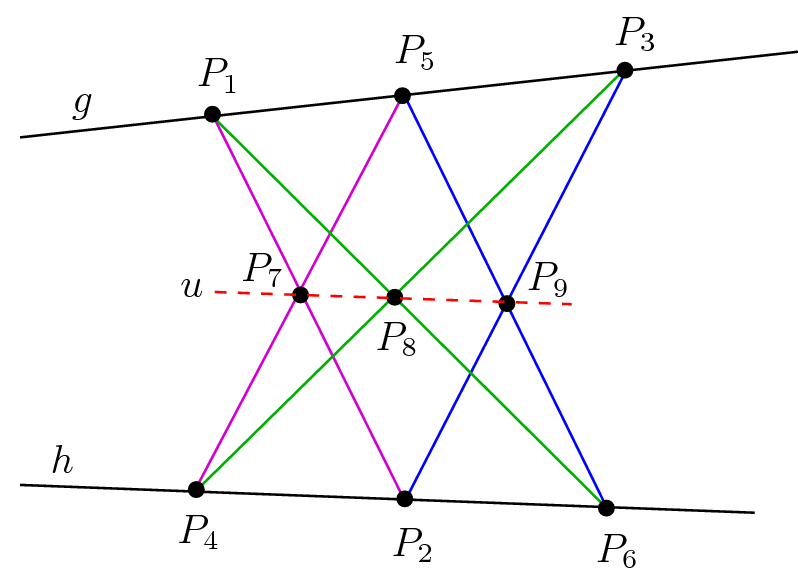
Pappova věta v projektivním tvaru

Pappova věta, také Pappova-Pascalova věta říká, že pokud body P1 až P6 leží střídavě na dvou přímkách g a h, budou i body P7 až P9 ležet na jedné přímce (u, "Pappova přímka"). Tato věta je jedním ze základů projektivní geometrie.

## Historie
Větu poprvé uvádí Pappos z Alexandrie ve své "Matematické sbírce" (Synagógé VII. 139) ze 4. století. V 17. století ji francouzský filosof a matematik Blaise Pascal zobecnil na případ, kdy body P1 až P6 leží na kuželosečce. 

### Spor starých s moderními
V případu se angažoval i Charles Perrault: při slavnostním zasedání Akademie, věnovaném oslavě Ludvíka XIV. roku 1687, přednesl báseň „Století Ludvíka Velikého“, kde tvrdil, že jeho doba v umění a vědách předstihla antiku. Báseň vyvolala velkou polemiku, která jako „Spor starých s moderními“ (Querelle des Anciens et des Modernes) vstoupila do dějin. Proti Perraultovi se tehdy postavili skoro všichni významní autoři, avšak když René Descartes roku 1637 vyřešil tzv. Pappův problém, a to dokonce pro libovolný počet přímek, chápalo se to jako doklad, že moderní věda předstihla starověkou. V letech 1688–1697 vydal Perrault čtyřsvazkovou sbírku takových příkladů, kde „moderní“ předstihli starověk a v letech 1696–1700 rovněž čtyřsvazkové „Životy slavných mužů tohoto století ve Francii